# Midland (Washington)
Midland az Amerikai Egyesült Államok északnyugati részén, Washington állam Pierce megyéjében elhelyezkedő statisztikai település. A 2010. évi népszámlálási adatok alapján 8962 lakosa van.

## Népesség
A település népességének változása:
| Lakosok száma | 7414 | 8962 | 9962 |
|               | 2000 | 2010 | 2020 |